# Noemi
Noemi（1982年1月25日—），原名韦罗妮卡·斯科佩利蒂（Veronica Scopelliti），出生于罗马，意大利女歌手。
Noemi于2008年在X Factor第二季中出道。2009年10月她推出了首张个人专辑《Sulla mia pelle》。2010年2月她又推出该专辑的豪华复刻版，卖出了超过14万张。2011年3月发行了她的第二张专辑《RossoNoemi》，该专辑售出12万张，成为她的第二张白金唱片。

## 音樂作品

### 音樂專輯
- 2009年 - 《Sulla mia pelle》
- 2010年 - 《Sulla mia pelle (Deluxe Edition)》
- 2011年 - 《RossoNoemi》

### 迷你專輯
- 2009年 - 《Noemi》

### 单曲
- 2009年 - 《Briciole》
- 2009年 - 《L'amore si odia》
- 2010年 - 《Per tutta la vita》
- 2010年 - 《Vertigini》
- 2011年 - 《Vuoto a perdere》
- 2011年 - 《Odio tutti i cantanti》
- 2011年 - 《Poi inventi il modo》

### 音樂影片
- 2009年 - 《Briciole》
- 2009年 - 《L'amore si odia》
- 2010年 - 《Per tutta la vita》
- 2011年 - 《Vuoto a perdere》
- 2011年 - 《Odio tutti i cantanti》
- 2011年 - 《Poi inventi il modo》

## 聖雷莫音樂節
- 聖雷莫音樂節 2010年 - 《Per tutta la vita》